# Edward Remiszewski

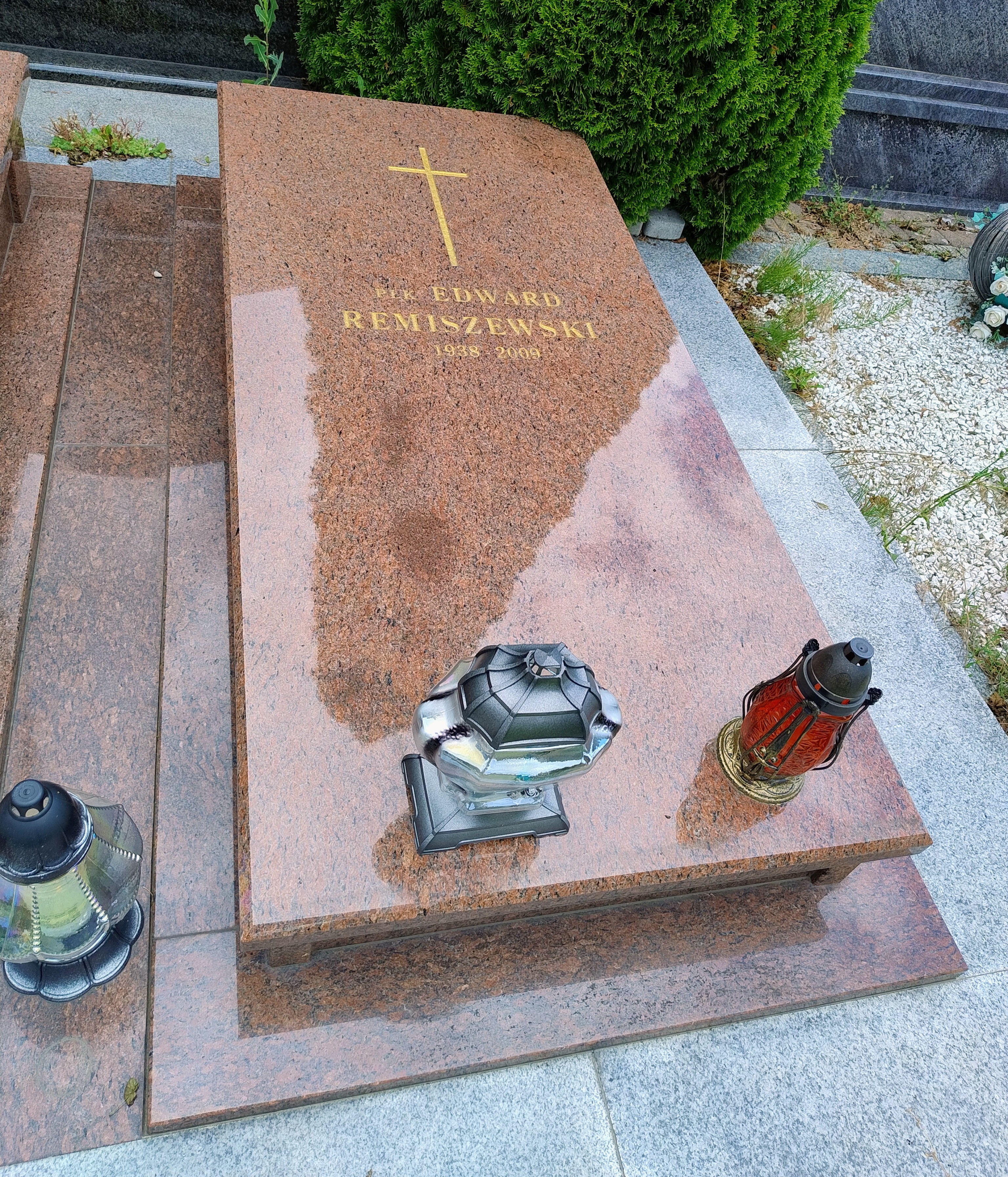
Grób Edwarda Remiszewskiego (2025)

Edward Remiszewski (ur. 31 marca 1938 w Chaberkach, zm. 27 listopada 2009) – polski pułkownik wojsk inżynieryjnych, działacz partyjny i państwowy, naczelnik Ełku (1986–1988), komendant Wojskowej Komendy Uzupełnień w Ełku (1990/1–1996).

## Życiorys
Syn Antoniego i Władysławy. Żołnierz ludowego Wojska Polskiego i Wojska Polskiego w latach 1956–1996, od 1962 do 1967 słuchacz Wojskowej Akademii Technicznej im. Jarosława Dąbrowskiego, gdzie uzyskał tytuł magistra inżyniera. Związany z Ośrodkiem Szkolenia Specjalistów Wojsk Inżynieryjnych w Ełku, był podchorążym (1956–1959), dowódcą plutonu saperów w 2 Batalionie Saperów (1959–1962), szefem sztabu (1967–1970), dowódcą bmin w tym batalionie (1970–1973), dowódcą 46 Batalionu Saperów (1973–1974), szef sztabu 3 Batalionu Pontonowo-Mostowego i komendantem Ośrodka Szkolenia Specjalistów Wojsk Inżynieryjnych w Ełku (1980–1986). Od 1974 do 1975 szef Wojsk Inżynieryjnych KG United Nations Emergency Force w ramach misji na Bliskim Wschodzie. W latach 1990/1–1996 komendant Wojskowej Komendy Uzupełnień w Ełku. W ramach zadań służbowych brał udział w rozminowywaniu wielu stanowisk, w tym dowodził rozminowaniem Warszawy w 1960, a także kierował ochroną ropociągu pod Płockiem podczas powodzi z 1979.  
Od 1961/2 był członkiem Polskiej Zjednoczonej Partii Robotniczej, był m.in. członkiem i członkiem egzekutywy Komitetu Miejskiego PZPR w Ełku (1981–1988). W latach 1986–1988 naczelnik miasta Ełk, odszedł po złożeniu rezygnacji.
Pochowany na cmentarzu komunalnym w Ełku przy ul. Cmentarnej.

## Odznaczenia
Odznaczony m.in. Złotym i Srebrnym Krzyżem Zasługi.